# Claus Michael Møller
Claus Michael Møller (Hjørring, 3 oktober 1968) is een Deens wielrenner.
In 1999 werd Møller door de Deense wielerbond voor twee jaar geschorst. De verhouding testosteron/epitestosteron bij de Deen was ongeoorloofd en in zijn urinestaal werden sporen van anabole steroïden gevonden. Zelf verklaarde hij onschuldig te zijn.

## Belangrijkste overwinningen
1988
- Deens kampioen op de weg, amateurs

1991
- Deens kampioen individuele tijdrit op de weg, elite

1992
- GP Herning

1993
- Deens kampioen individuele tijdrit op de weg, elite

1999
- Trofeo Alcúdia

2001
- Subida al Naranco

2002
- 9e etappe Ronde van Portugal
- 13e etappe Ronde van Portugal
- Eindklassement Ronde van Portugal

2003
- 4e etappe Ronde van de Algarve
- Eindklassement Ronde van de Algarve
- 11e etappe Ronde van Portugal

2005
- 10e etappe Ronde van Portugal

## Resultaten in voornaamste wedstrijden
| Jaar | Ronde van Italië | Ronde van Frankrijk | Ronde van Spanje |
| ---- | ---------------- | ------------------- | ---------------- |
| 1998 | 17e              |                     | 25e              |
| 2001 |                  |                     | 8e (1)           |
| 2002 |                  |                     | 12e              |
| 2003 |                  |                     | 33e              |
| 2004 |                  | 70e                 | 80e              |

| Jaar | Ronde van Lombardije |
| ---- | -------------------- |
| 1998 | 40e                  |
| 2001 |                      |
| 2002 |                      |
| 2003 |                      |
| 2004 |                      |

## Ploegen
- 1994 - TVM-Bison Kit (stagiair vanaf 01-09)
- 1995 - Castellblanche
- 1996 - MX Onda
- 1997 - Estepona en Marcha
- 1998 - TVM-Farm Frites
- 1999 - TVM-Farm Frites
- 2000 - Maia-MSS
- 2001 - Milaneza-MSS
- 2002 - Milaneza-MSS
- 2003 - Milaneza-MSS
- 2004 - Alessio-Bianchi
- 2005 - Barbot-Pascoal
- 2006 - Barbot-Harcon
- 2007 - Barbot-Harcon